# Vavřinec z Dublinu
Svatý Vavřinec z Dublinu (irsky: Lorcán Ua Tuathail, anglicky: Laurence O'Toole) byl dublinský arcibiskup v letech 1162 až 1180.

## Život
V roce 1154 se stal opatem v Glendalough. Ve věku 32 let byl na synodu v Clane v roce 1162 zvolen jednomyslně dublinským arcibiskupem. Stal se tak prvním Irem na této pozici v městě ovládaném Dány a Nory. Jeho kandidatura byla podporována nejen irským velekrálem Rory O'Connorem, leinsterským králem Diarmaitem Mac Murchadou a glendaloughským opatstvím, ale i místním klérem a obyvateli Dublinu. Za jeho úřadování došlo v Dublinu k velkým změnám. Nejdříve byla roku 1169 ukončena norská nadvláda nad městem, aby roku 1171 připadlo Normanům.
V roce 1179 se zúčastnil třetího lateránského koncilu, na kterém byl jmenován papežským legátem. O rok později se vydal vyjednávat za anglickým králem Jindřichem II., který byl tou doubou v Normandii. Po přistání v Le Tréportu onemocněl a byl převezen do opatství v Eu, kde svému onemocnění podlehl. Po jeho smrti se objevilo mnoho zpráv o údajných zázracích nad jeho hrobem, a tak byl jen 45 let poté kanonizován.

## Relikvie
Jeho lebka byla v roce 1442 převezena do Anglie a uložena ve farním kostele v Chorley. Lebka zmizela během anglikánské reformace za vlády Jindřicha III. Jeho srdce bylo od 13. století uloženo v dublinské katedrále Christ Church. Dne 3. března 2012 bylo odtud ukradeno neznámým pachatelem.